# Kràsnaia zvezdà (diari)
Kràsnaia zvezdà (en rus: Кра́сная звезда́, Estrella Roja) és un diari del Ministeri de Defensa de la Federació Russa. Va començar a publicar-se l'1 de gener de 1924 com a gaseta oficial de les Forces Armades de la Unió Soviètica.
El diari va ser creat per una decisió del Politburó del Comitè Central del PCUS del 29 de novembre de 1923,i el primer número es va publicar l'1 de gener de 1924. Durant la Segona Guerra Mundial, Kràsnaia zvezdà va convertir-se en un diari de tirada estatal on hi van escriure figures com Mikhaïl Xólokhov, Aleksei Nikolàievitx Tolstoi, Vsevolod Vixnevski, Konstantin Simonov, Andrei Platónov o Vassili Grossman.Aquest darrer fou corresponsal de guerra i va publicar per fascicles, a Kràsnaia zvezdà, la seva novela El poble és immortal, que li va donar molta popularitat entre els soldats de l'Exèrcit Roig.
La primavera de 1992, amb la creació del Ministeri de Defensa rus, Kràsnaia zvezdà es va convertir en el seu "òrgan central". Des de l'any 1998, el seu editor en cap és Nikolai Iefimov.